# Valeri Kamenski
Valeri Viktorovitsj Kamenski (Russisch: Валерий Викторович Каменский) (Voskresensk, 18 april 1966) is een Russisch ijshockeyer.
Kamenski won tijdens de Olympische Winterspelen 1988 de gouden medaille met de Sovjetploeg en in 1998 de zilveren medaille met de Russische ploeg.
Kamenski werd driemaal wereldkampioen. Kamenski werd samen met Aleksej Goesarov en de Zweed Peter Forsberg in 1996 lid van de Triple Gold Club door met Colorado Avalanche de Stanley Cup te winnen.